# Tąpadła

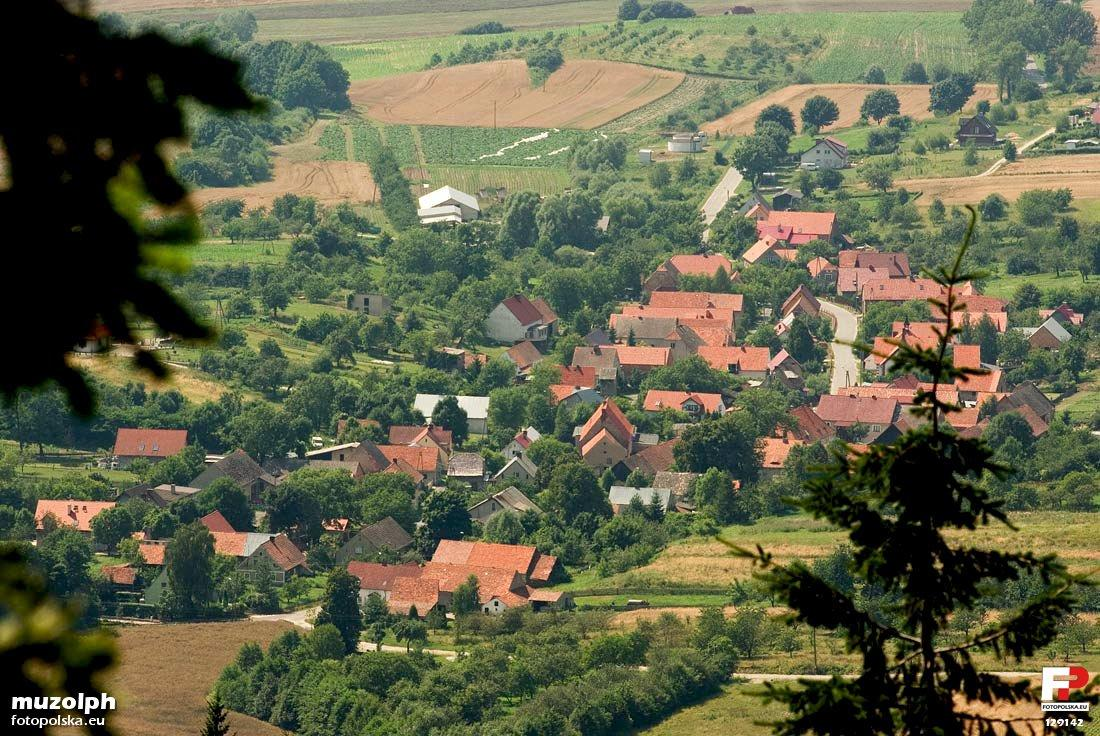
Tąpadła

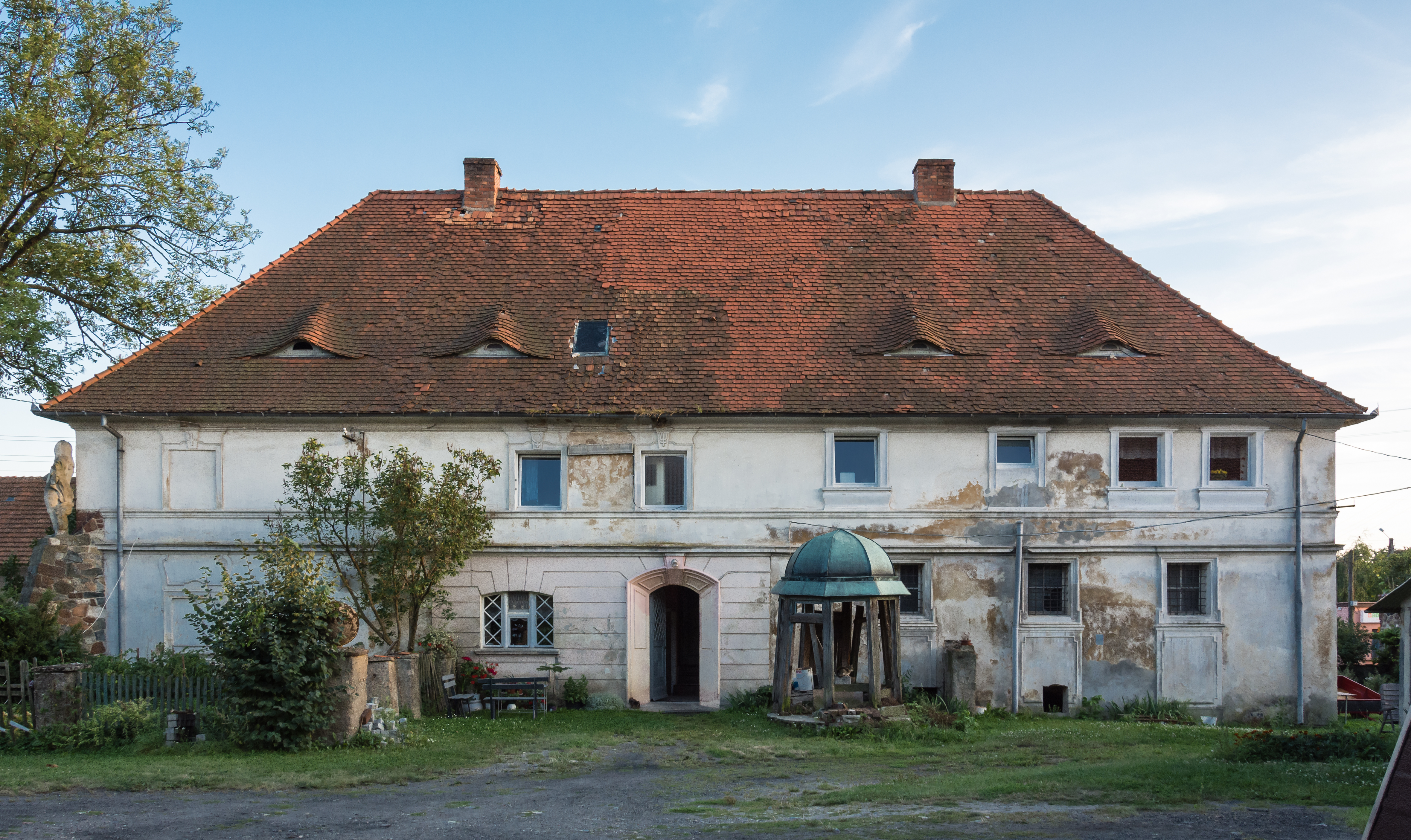
Herrenhaus

Tąpadła (deutsch: Tampadel) ist ein Ort in der Landgemeinde Marcinowice (Groß Merzdorf) im Powiat Świdnicki der Woiwodschaft Niederschlesien in Polen.

## Lage
Tąpadła liegt ca. 18 Kilometer östlich von Świdnica (Schweidnitz) und 42 Kilometer südwestlich von Breslau.

## Geschichte
„Tampadla“ gehörte zum Herzogtum Schlesien, das den Schlesischen Piasten unterstand. Erstmals urkundlich erwähnt wurde es im Jahre 1209. Nach dem Tod des Herzogs Bolko II. von Schweidnitz 1368 fiel es zusammen mit dem Herzogtum Schweidnitz erbrechtlich an die Krone Böhmen, wobei Bolkos II. Witwe Agnes von Habsburg bis zu ihrem Tod 1392 ein Nießbrauch zustand.
Nach dem Ersten Schlesischen Krieg fiel Tampadel 1741/42 mit dem größten Teil Schlesiens an Preußen. Die vormaligenm Verwaltungsstrukturen wurden aufgelöst und Tampadel 1742 in den Landkreis Schweidnitz eingegliedert, mit dem es bis 1945 verbunden blieb. Grundherr war bis zur Säkularisation das Breslauer Sandstift, anschließend das preußische Rentamt in Schweidnitz. 1845 zählte Tampadel eine Freischoltisei, 62 Häuser, 481 überwiegend katholische Einwohner (32 evangelisch), Evangelische Kirche zu Hennersdorf, katholische Kirche zu Groß-Wierau, eine katholische Schule nur für den Ort, eine Wassermühle, eine Brauerei, eine Brennerei, zwölf Baumwollwebstühle, zwölf Handwerker und zwei Krämer. 1874 wurde die Landgemeinde Tampadel dem Amtsbezirk Groß-Wierau eingegliedert.
Als Folge des Zweiten Weltkriegs fiel Tampadel mit dem größten Teil Schlesiens 1945 an Polen. Nachfolgend wurde es durch die polnische Administration in Tąpadła umbenannt. Die deutschen Einwohner wurden, soweit sie nicht vorher geflohen waren, vertrieben. Die neu angesiedelten Bewohner waren teilweise Zwangsumgesiedelte aus Ostpolen, das an die Sowjetunion gefallen war.

## Sehenswürdigkeiten
- Herrenhaus, vormals Freischoltisei[3]
- Landschaftspark[4]